# Peggy Stern
Margaret 'Peggy' Stern (Philadelphia (Pennsylvania), 22 september 1948) is een Amerikaanse jazzmuzikante (piano, synthesizer).

## Biografie
Stern studeerde piano aan de Eastman School of Music, behaalde haar bachelor in 1968 en ging vervolgens naar het New England Conservatory of Music (1968-1970). Haar initiële opleiding was klassiek en haar interesse in improvisatie werd aangewakkerd door haar ervaring met aanschouwelijke basrealisaties in oude muziek. Haar eerste grote optredens als jazzmuzikant kwamen in de vroege jaren 1980 en ze speelde in een octet met Julian Priester en Richie Cole. Ze werkte in dit decennium ook in r&b-groepen en Latin-muziekensembles. Begin jaren 1990 werkte ze veel samen met Lee Konitz en speelde ze onder meer met Vic Juris, naast het leiden van haar eigen band, met wie ze verschillende albums opnam.
In 2004 richtte Peggy het Wall Street Jazz Festival op (waar de tradities de progressieven ontmoeten en alle leiders vrouwen zijn) in Kingston (New York). Het festival wordt tot nu toe twaalf opeenvolgende jaren gehouden. Op het festival waren Sheila Jordan, Ingrid Jensen, Christine Jensen, Jay Clayton, Dena DeRose, Su Terry, Claire Daly, Jamie Baum, Teri Roiger, Roberta Piket, Virginia Mayhew, Laura Dubin, Sheryl Bailey, Allison Miller, Maryann McSweeney, Marilyn Crispell, Francesca Tanksley, Erica Lindsey, Lee Shaw, Nina Sheldon, Betty MacDonald, Rebecca Coupe Franks, Suzi Stern, Jenny Scheinman, Natalie Cressman, Amy Shook en Peggy Stern's band Estrella Salsa. Stern doceerde van 1981 tot 1989 aan het Cornish Institute in Seattle en van 1991 tot 1997 bij SUNY-Purchase. Momenteel woonachtig in Austin (Texas), heeft Stern onlangs Z Octet uitgebracht, een georkestreerde versie van haar meest persoonlijke composities.

## Discografie
- 1985: City Hawk ( BAM Records)
- 1986: The Christmas Collection (Etoile)
- 1988: Alijah (Estrella)
- 1992: Lunasea (Soul Note) met Lee Konitz
- 1993: Pleiades (Philology Records)
- 1996: The Jobim Collection (Philology) met Lee Konitz
- 1997: The Fuchsia (Koch Records)
- 1999: Room Enough (Koch)
- 2000: Actual Size (Koch)
- 2006: Estrella Trio (Estrella)
- 2010: The Art of the Duo (Estrella)
- 2015: Z Octet (Estrella)

- Library of Congress Control Number: n85378465
- MusicBrainz: c5ea5958-8da2-4d35-b457-34849dea9e83
- Nationale Bibliotheek van Israël: 987007320413205171
- Virtual International Authority File: 8849661
- WorldCat: E39PBJpJhfjjFwvg4JRTFC8jYP